# Casa Susanna (New York)
Casa Susanna (eigentlich Chevalier D’Eon Resort) war in den frühen 1960er Jahren ein beliebter, ländlich abgelegener, Wochenendtreffpunkt für Cross-Dresser und Transfrauen in Jewett (Ortsteil Hunter) im Bundesstaat New York (USA).

## Besitz
Das weitläufige Anwesen gehörte Susanna Valenti und ihrer Frau in zweiter Ehe Marie, welche ein Perückengeschäft in Manhattan betrieb. Susanna Valenti (mit bürgerlichem Namen Tito Valenti und in New York als Gerichtsdolmetscher tätig) migrierte Mitte der 1940er Jahre aus Kuba in die USA. Sie schrieb verschiedene Artikel für das Magazin Transvestia, welches zwischen 1960 und 1980 von der Transgenderaktivistin Virginia Prince herausgegeben wurde. Sie lernte ihre zweite Frau Marie auf der Suche nach einer Perücke kennen. Marie belieferte auch Travestiekünstler (female impersonator, wie sie zu dieser Zeit in den USA hießen. Zu jener Zeit stand hierfür im deutschsprachigen Raum das Wort Damenimitator) und war durch diese Arbeit Susannas Obsession auch nahe.
Maries Perückengeschäft lief sehr erfolgreich und von dem Gewinn erwarb sie Mitte der 1950er Jahre ein 600.000 m² großes Anwesen in den Catskill Mountains. Das Ehepaar nannte es zunächst Chevalier D’Eon Resort in Bezugnahme auf le Chevalier d’Éon (1728–1810), ein französischer Diplomat, Soldat, Schriftsteller und Degenfechter, welcher die längste Zeit seines Lebens als Frau lebte. Es bestand aus 60 Hektar Land mit einem 1884 erbautem Haupthaus, einer Scheune und einigen behaglichen, aber unbeheizten Bungalows.

## Betrieb
Versteckt in dem ländlichen Gebiet der Catskill Mountains stellte Casa Susanna eine private Zuflucht für Männer dar, die hier ihr Frausein ungestört ausleben konnten. Auch da das öffentliche Tragen von gegengeschlechtlicher Kleidung (bei Männern) zu jener Zeit eine Straftat darstellte, war eine geschlossene private Umgebung umso wichtiger. Gleichwohl begaben sich die „Damen“ zuweilen in die lokalen Geschäfte und trafen hier auf gemischte Reaktionen. Einige waren negativ. So raunte man im örtlichen Gasthaus, dass es „falsch“ sei und dass niemand enttäuscht wäre, wenn das Anwesen abbrennen würde. Vielen war es aber egal und einige Geschäftsinhaber nahmen sie als gute Kunden und ruhige Nachbarn wahr.
Das Ehepaar Valenti nahm von seinen Gästen für das Wochenende je 25 Dollar (dies entspräche heutigen 180 Euro), inklusive Vollverpflegung und Schminkberatung. Casa Susanna war ein Zufluchthafen für Männer, welche „die Frau in sich“ herauslassen wollten, ohne dafür verlacht, kritisiert oder angegriffen zu werden. Dort erst konnten sie sich frei entfalten und bewegen. Das umfasste gemeinsame Essen, Scrabblerunden oder auch Gartenarbeit, welche sie in ihren eleganten Kleidern und Stöckelschuhen regelrecht zelebrierten. Die meisten Gäste des Casa Susanna waren verheiratet und betrachteten sich selbst als heterosexuelle Männer, welche nur ihren Wunsch nach Cross-Dressing ausleben wollten. Jedoch etliche andere begriffen sich später als transgeschlechtlich und lebten auch öffentlich als Frau, darunter Virginia Prince und Susanna Valenti.

## Die Fotografien
Das Anfertigen von Fotografien für Transvestiten war in den 1950er Jahren durchaus gefährlich. Es konnte sein, dass Mitarbeiter des Fotogeschäftes, welchem Filme mit diesbezüglichem Inhalt zum Entwickeln übergeben wurden, die Polizei einschalteten. Glücklicherweise befand sich in der illustren Runde des Casa Susanna eine Fotografin, welche ihre Begleiterinnen in der Casa ablichtete und die Filme auch selbst bei sich zu Hause entwickelte: Andrea Susan (Jack Mallick).
Auch wenn Sofortbildkameras (hier Polaroid) im Haus sehr beliebt waren, um Schnappschüsse rasch zu entwickeln und gleich anzuschauen, erschienen Andrea diese nicht ausreichend genug. Allerdings war ihre eigene Kameraausstattung ebenfalls bescheiden. Ein wohlhabendes Mitglied des Kreises namens Gail (David Wilde) erwarb für 1.000 Dollar (heute etwa 7.000 Euro) eine Rolleiflex-Kamera, die Andrea unter der Bedingung verwenden durfte, dass sie lernte, wie man Farbfilme entwickelt. Zudem erbat sich Gail eine Kopie von jeder Aufnahme, welche sie danach in schmucken Alben aufbewahrte.
In den späten 90er Jahren plante Gail mit seiner Frau Joan nach Scarsdale umzuziehen. Joan kannte zwar seine Vergangenheit als „Gail“, weigerte sich aber seine alte Fotosammlung mit „Männern in Frauenkleidung“ mitzunehmen. Seiner Frau zu Willen wollte er sie wegwerfen, aber anstatt sie zu entsorgen legte er die Kiste mit den Alben behutsam auf die Mülleimer. So fanden sie zu Mitte der 2000er Jahre ihren Weg auf einen Flohmarkt in Manhattan. Ein Händler namens Robert Swope entdeckte sie und zusammen mit seinem Partner Michael Hurst veröffentlichte er sie 2005 in einem Bildband. Die Veröffentlichung, 50 Jahre nach den Begebenheiten um die Casa Susanna, veranlasste einige der noch lebenden damaligen Besucher, darunter die Fotografin, deren Identität bis zu diesem Zeitpunkt nicht bekannt war, ihre Geschichte zu erzählen und so konnte auch die Geschichte dieses besonderen Platzes für die Nachwelt dokumentiert werden.
Das für den Tony Award nominierte Theaterstück Casa Valentina von Harvey Fierstein wurde von den Ereignissen um die Casa Susanna inspiriert. Zur Premiere im Jahr 2014 erhielt die Fotografin Andrea Susan (und ihre Tochter) eine Einladung.
Susannas Sterbedatum und -ort ist unbekannt; letztmals erschien etwas von ihr in der letzten Ausgabe (Nr. 100) von Transvestia im Jahr 1979.
Die Immobilie stand 2015 zum Verkauf. Durch das gerade im nahen New York aufgeführte, erfolgreiche Theaterstück Casa Valentina war es wieder im Fokus eines erhöhten Interesses.

## Film
- Casa Susanna (2022), Dokumentarfilm von Sébastien Lifshitz